# Hagenella canadensis
Hagenella canadensis är en nattsländeart som först beskrevs av Banks 1907.  Hagenella canadensis ingår i släktet Hagenella och familjen broknattsländor. Inga underarter finns listade i Catalogue of Life.